# عضلة مخصوصة باسطة للسبابة
العضلة المخصوصة الباسطة للسبابة (Extensor indicis muscle) هي، في علم تشريح الإنسان، أحد عضلات الطرف العلوي.